# Psycho Motel
Psycho Motel var ett band som var aktivt under 1990-talet.
Bandet bildades 1996 av den då avhoppade Iron Maiden-gitarristen Adrian Smith. Smith var inblandad i ett projekt kallat ASAP (Adrian Smith and Project), men bandet lades snabbt ner. Många trodde nu att Smith skulle dra sig tillbaka från musiken, men detta ändrades då Smith mötte Jamie Stewart, tidigare basgitarrist i The Cult, som övertalade Smith att återvända till musikbranschen.
Dessa två startade då Psycho Motel, med Smith som dragplåster. Bandet kompletterades med basisten Gary Leideman och trummaren Mike Sturgis. Smith tog även in sångaren Hans Olav Solli, en norrman som bland annat sjungit i Thin Lizzy-gitarristen Scott Gorhams soloprojekt 21 Guns. En demo spelades in och bandet fick ett skivkontrakt. Första albumet som släpptes 1996 hette State of Mind. 1997 ersattes sångaren Hans-Olav Solli av Andy Makin och bandet spelade in sitt andra album, Welcome to the World.
Efter dessa två album så tog bandet en paus medan Smith spelade in två soloalbum med Bruce Dickinson. Efter detta så återvände både Smith och Dickinson till Iron Maiden. Psycho Motel splittrades därmed. Under 2001 meddelade Adrian att Psycho Motel inte hade några planer på återvända. Det fanns dock planer på ett nytt album med Psycho Motel men när Iron Maiden tog allt mer tid så realiserades dessa aldrig.
2006 återutgavs båda albumen, denna gång med två bonuslåtar, "Wait" och "Just Like A Woman".

## Diskografi
- State of Mind (1996)
- Welcome to the World (1997)

## Medlemmar
Ordinarie medlemmad
- Andy Makin – sång
- Adrian Smith – gitarr
- Gary Leideman – basgitarr
- Mike Sturgis – trummor

Bidragande musiker
- Hans-Olav Solli – sång (på albumet State of Mind)
- Dave Murray – gitarr (på låten "With You Again")
- Scott Gorham – gitarr (på låten "I'm Alive")